# C-spiegelmot
De c-spiegelmot (Cydia pactolana) is een vlinder uit de familie bladrollers (Tortricidae). De wetenschappelijke naam is voor het eerst geldig gepubliceerd in 1840 door Zeller.
De soort komt voor in Europa.